# 146
Évszázadok: 1. század – 2. század – 3. század
Évtizedek: 90-es évek – 100-as évek – 110-es évek – 120-as évek – 130-as évek – 140-es évek – 150-es évek – 160-as évek – 170-es évek – 180-as évek – 190-es évek
Évek: 141 – 142 – 143 – 144 –  145 – 146 – 147 – 148 – 149 – 150 – 151

## Események

### Római Birodalom
- Sextus Erucius Clarust (helyettese márciustól Q. Licinius Modestinus Sex. Attius Labeo, májustól P. Mummius Sisenna Rutilianus, júliustól Cn. Terentius Homullus Iunior, szeptembertől Q. Voconius Saxa Fidus, novembertől L. Aemilius Longus) és Cnaeus Claudius Severus Arabianust (helyettese T. Prifernius Paetus Rosianus Nonius Agricola C. Labeo Tetius Geminus, L. Aurelius Gallus, C. Annianus Verus és Q. Cornelius Proculus) választják consulnak.
- Marcus Aurelius proconsuli imperiumban részesül.

### Kína
- A régensként kormányzó Liang Na özvegy császárné fivére, Liang Csi megmérgezi a hét éves Cse császárt, mert az nyilvánosan arrogánsnak nevezte őt. A császári dinasztia szóba vehető jelöltjei közül Liang Csi a 14 éves Liu Csét választja következő uralkodónak, mert őt kellően befolyásolhatónak ítéli. Liu Cse a Huan uralkodói nevet veszi fel. A kormányzat névlegesen a régens, gyakorlatilag Lia Csi kezében van.

### Korea
- Thedzso kogurjói királyt lemondásra kényszeríti harcias öccse, Cshade és maga foglalja el a trónt.

## Halálozások
- Han Cse-ti, kínai császár
- Caius Appuleius Diocles, római kocsiversenyző

## Fordítás
- Ez a szócikk részben vagy egészben  az   AD 146 című angol Wikipédia-szócikk ezen változatának fordításán alapul.  Az eredeti cikk szerkesztőit annak laptörténete sorolja fel. Ez a jelzés csupán a megfogalmazás eredetét és a szerzői jogokat jelzi, nem szolgál a cikkben szereplő információk forrásmegjelöléseként.